# Zahnašovice
Zahnašovice é uma comuna checa localizada na região de Zlín, distrito de Kroměříž.